# 2005-ös konföderációs kupa (döntő)
A 2005-ös konföderációs kupa döntőjét 2005. június 29-én játszották Frankfurtban. A két résztvevő Brazília és Argentína volt. A mérkőzést Brazília 4–1-re nyerte, ezzel másodszor nyerte meg a konföderációs kupát.

## A mérkőzés
| 2005. június 29. 20:45 (CEST) |

| Brazília                                | 4–1               | Argentína |
| --------------------------------------- | ----------------- | --------- |
| Adriano 11' 63' Kaká 16' Ronaldinho 47' | (2–0) Jegyzőkönyv | Aimar 65' |

| Waldstadion, Frankfurt Nézőszám: 45 591 Játékvezető: Ľuboš Micheľ (szlovák) |

| Brazília | Argentína |

| BRAZÍLIA:               |    |                      |     |     |
|                         |    |                      |     |     |
| GK                      | 1  | Dida                 |     |     |
| RB                      | 13 | Cicinho              |     | 86' |
| CB                      | 3  | Lúcio                |     |     |
| CB                      | 4  | Roque Júnior         |     |     |
| LB                      | 6  | Gilberto             |     |     |
| DM                      | 5  | Emerson              |     |     |
| DM                      | 11 | Zé Roberto           |     |     |
| AM                      | 8  | Kaká                 |     | 86' |
| AM                      | 10 | Ronaldinho           | 28' |     |
| SS                      | 7  | Robinho              |     | 90' |
| CF                      | 9  | Adriano              |     |     |
| Cserék:                 |    |                      |     |     |
| DF                      | 2  | Maicon               |     | 86' |
| MF                      | 19 | Renato               |     | 86' |
| MF                      | 18 | Juninho Pernambucano |     | 90' |
| Szövetségi kapitány:    |    |                      |     |     |
| Carlos Alberto Parreira |    |                      |     |     |

| ARGENTÍNA:           |    |                     |     |     |
|                      |    |                     |     |     |
| GK                   | 12 | Germán Lux          |     |     |
| RB                   | 4  | Javier Zanetti      |     |     |
| CB                   | 16 | Fabricio Coloccini  | 28' |     |
| CB                   | 6  | Gabriel Heinze      |     |     |
| LB                   | 15 | Diego Placente      |     |     |
| CM                   | 5  | Esteban Cambiasso   | 42' | 56' |
| CM                   | 8  | Juan Román Riquelme |     |     |
| RM                   | 17 | Lucas Bernardi      |     |     |
| LM                   | 3  | Juan Pablo Sorín    | 35' |     |
| CF                   | 11 | César Delgado       |     | 81' |
| CF                   | 21 | Luciano Figueroa    |     | 72' |
| Cserék:              |    |                     |     |     |
| MF                   | 10 | Pablo Aimar         | 73' | 56' |
| FW                   | 7  | Carlos Tévez        |     | 72' |
| MF                   | 22 | Luciano Galletti    |     | 81' |
| Szövetségi kapitány: |    |                     |     |     |
| José Pekerman        |    |                     |     |     |

| A mérkőzés játékosa: Adriano (Brazília) Asszisztensek: Roman Slysko Martin Balko Negyedik játékvezető: Peter Prendergast |

| A 2005-ös konföderációs kupa győztese |
| ------------------------------------- |
| BRAZÍLIA 2. cím                       |